# Bataille de Damiette (1973)
Pour les articles homonymes, voir Bataille de Damiette.
Guerre du Kippour
Batailles
- Opération Badr (1973)
- Bataille aérienne d'Ofira
- Première bataille du Mont Hermon
- Bataille de Lattaquié
- Deuxième bataille du Mont Hermon
- Bataille de Damiette (1973)
- Bataille aérienne d'El Mansoura
- Troisième bataille du Mont Hermon

La bataille de Damiette est un combat livré le 9 octobre 1973 pendant la guerre du Kippour entre 6 vedettes lance-missiles israéliens de classe Sa'ar et 4 vedettes lance-missiles égyptiens de classe Osa.

## Le combat
La marine israélienne qui a remporté un brillant succès face à la marine syrienne à Lattaquié dans la nuit du 6 au 7 octobre, se tourne maintenant vers l'Égypte, recherchant un affrontement décisif contre ses navires de guerre. À cette fin, six vedettes israéliennes se rangent en ordre de bataille devant Damiette au soir du 8 octobre. La réaction ne se fait pas attendre et sur ordre de l'amiral Fouad Zekri, quatre vedettes lance-missiles sont engagées contre les bâtiments israéliens. La bataille commence le 9, peu après minuit alors que les vedettes égyptiennes tirent une première salve de missiles Styx contre les navires adverses, endommageant l'un d'entre eux (la Herev, qui se retire du combat). Quelques secondes plus tard, les vedettes égyptiennes tirent une seconde salve; une autre vedette israélienne (la Keshet) est légèrement avariée. Ayant épuisé leurs stocks de missiles, les vedettes égyptiennes font demi-tour pour rejoindre au plus vite leur base d'Aboukir, poursuivies par les navires israéliens indemnes, qui lancent à leur tour une salve de missiles Gabriel. Trois vedettes égyptiennes sont touchées et l'une d'elles coule aussitôt. Le sort des deux autres bâtiments avariés n'est pas plus enviable: l'un est coulé au canon par les vedettes israéliennes et l'autre est détruit dans la matinée par l'aviation. La vedette rescapée parvient à rejoindre sa base.
Avec cette nouvelle victoire, la marine israélienne s'assure la supériorité navale.

## Navires engagés
| - Eilat, classe Sa'ar II - Herev, classe Sa'ar III ; endommagée, elle doit cesser le combat - Reshef, classe Sa'ar IV - Keshet, classe Sa'ar IV ; légèrement avariée, elle ne participe pas à la poursuite des bâtiments égyptiens - Mifgav, classe Sa'ar 1 - Soufa, classe Sa'ar III |  | - 4 vedettes lance-missiles Classe Osa I |

## Sources et bibliographie
- Magazine Guerres et conflit d'aujourd'hui, no 2, Israël-Syrie-Égypte, 1984
- Pierre Razoux, « La marine écartelée entre projection et dissuasion », magazine Raid, hors-série 24, juillet 2007
- Pierre Razoux, « La marine israélienne d'hier à aujourd'hui », magazine Marines et Forces navales, no 105, octobre-novembre 2006
- Frédéric Stahl, « La marine israélienne 1948-2006 », magazine Navires et Histoire, no 38, octobre-novembre 2006